# ويليام دو دونكان
ويليام دو دونكان (بالإنجليزية: William Dow Duncan)‏ هو لاعب اتحاد الرغبي نيوزيلندي، ولد في 11 يونيو 1892 في ميناء تشالمرز في نيوزيلندا، وتوفي في 14 ديسمبر 1961.